# Jeunesse ouvrière chrétienne
La Jeunesse ouvrière chrétienne, abbreviata in JOC, in italiano Gioventù Operaia Cristiana, è un'associazione di giovani cristiani del mondo del lavoro fondata nel 1925 dal sacerdote belga Joseph Cardijn, sacerdote di origini modeste. Fino al 1987 la JOC, che appartiene al movimento più generale dell'azione cattolica, è divisa in due strutture separate: la JOC (maschile) e la JOCF (femminile), creata nel 1928 sotto la spinta di Jeanne Aubert-Picard (1909 2003).
La JOC è riconosciuta come una delle principali associazioni di educazione popolare. La sede della JOC francese è nella città di Courbevoie, Boulevard Saint-Denis, 246. Il coordinamento internazionale della JOC (CIJOC) è presente in 60 Paesi in tutto il mondo.

## Nascita ed evoluzione del movimento (1920-1930)

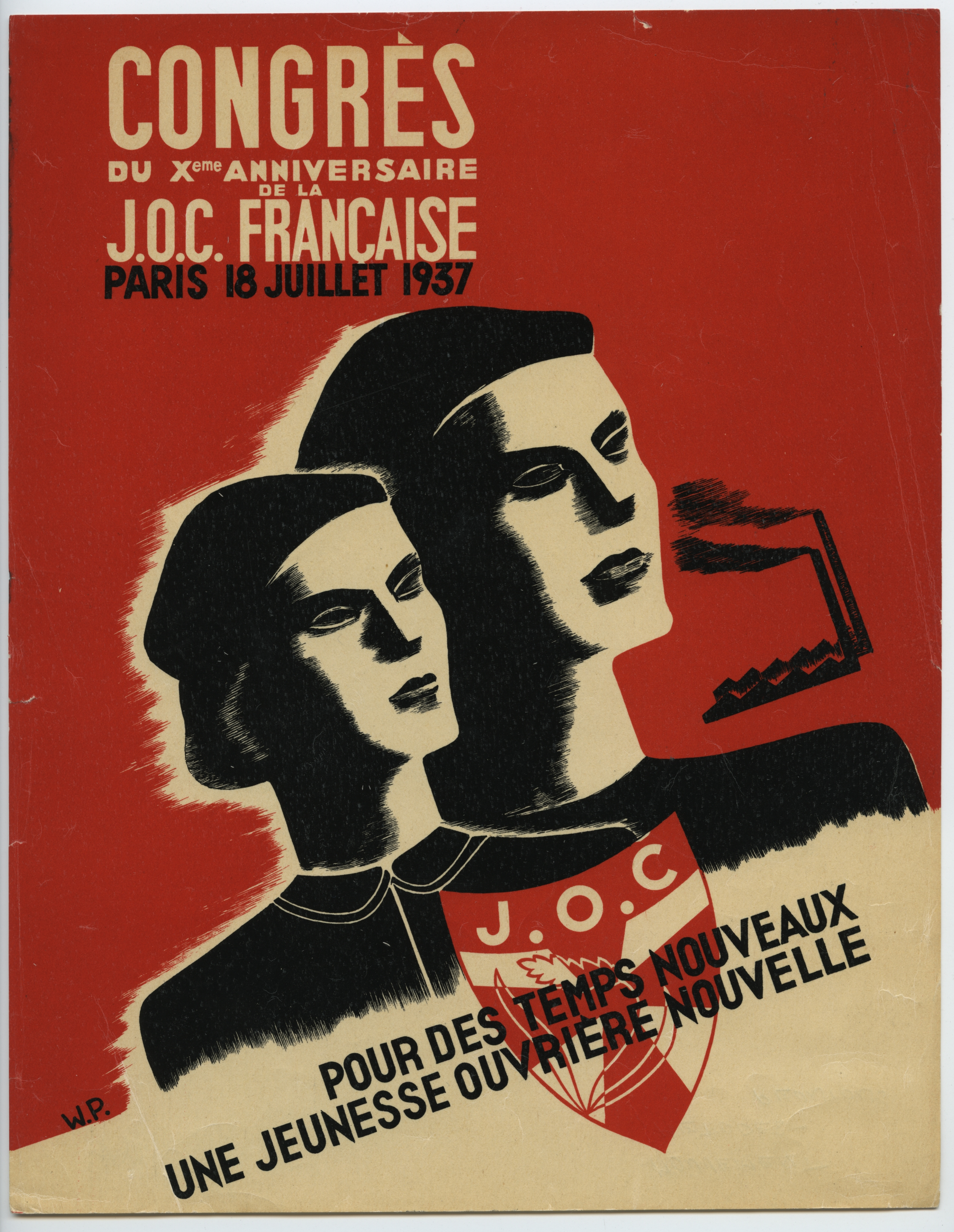
Manifesto della JOC del 1937

La JOC nasce nel 1925, in Belgio, per iniziativa del sacerdote Joseph Cardijn e di due laici, Paul Garcet e Fernard Tonnet. Cardijn disse: “Un giovane lavoratore vale più di tutto l'oro del mondo perché egli è il figlio di Dio”. Nel 1925 l'associazione ricevette l'approvazione da parte del papa Pio XI. Nel marzo del 1927 Cardijn fa il suo primo viaggio in Francia, invitato a Reims al congresso dell'Unione delle Opere da padre Jean-Émile Anizan. In questo primo incontro Cardijn suscita un grande entusiasmo. Perciò si parla di “Battesimo di Reims” per la JOC. 
In questa atmosfera di entusiasmo padre Georges Guèrin fonda la JOC francese, che aveva conosciuto in Belgio grazie al Manuale della JOC e alla rivista “Gioventù operaia”. Ne parla a Georges Quiclet, giovane ragioniere di un'azienda di Clichy, periferia di Parigi. Assieme redigono un manifesto dal titolo “Gioventù operaia”. Il primo ottobre 1927 si tiene la prima riunione a Clichy: sono spediti 700 inviti per riunire una sessantina di giovani.
La JOC si affilia, come movimento indipendente, all'Associazione cattolica dei giovani francesi (A.C.J.F). Padre Guerin propone ai giovani di pensare e analizzare ciò che essi vivono e di formarsi e di agire secondo la pratica del “guardare, giudicare, lavorare”, che sono le basi del metodo jocista. Li incoraggia a militare nei sindacati e a partecipare a gruppi di studio sulla dottrina sociale della Chiesa.

## La JOC durante l'occupazione
Spinta dal nuovo vicepresidente Henri Bourdais la JOC rifiuta di piegarsi all'ordinanza del 28 agosto 1940 che vieta le associazioni. Malgrado le pressioni della Chiesa, largamente favorevole al maresciallo Pétain, il movimento radicalizza gradualmente la propria opposizione al regime di Vichy.
Il 3 agosto 1943 la Gestapo chiude la segreteria generale della JOC e arresta la sua guida spirituale, padre Guèrin. Il movimento, costretto alla clandestinità, si avvicina allora al Consiglio Nazionale della Resistenza. In Belgio Paul Garcet e Fernand Tonnet, che con padre Cardijn avevano fondato la JOC, partecipano alla resistenza. Vengono arrestati e deportati nei campi di lavoro in Germania e poi all'interno del campo di Dachau, dove muoiono nel gennaio del 1945.
Molti jocisti partecipano alla Resistenza, specialmente nei gruppi della Témoignage Chrétien (Testimonianza Cristiana), ma non lo fanno da iscritti alla JOC, che rifiuta di imporre una linea politica univoca ai propri membri. Altri jocisti continuano a diffondere gli ideali della JOC mentre si trovano in Germania come lavoratori coatti a servizio della STO – Service du Travail Obbligatoire (Lucien Croci e Marcel Callo, beatificati per la loro azione, e Alfredo Giorgio Dall'Oglio per il quale è in corso il processo di beatificazione, sono arrestati dalla Gestapo per la militanza apostolica in Germania). Si trovano jocisti anche all'interno delle Forze francesi dell'interno (Lucien Ganne) e dei Franchi tiratori e partigiani.
Di fronte a tanto impegno i dirigenti della JOC e dell'Associazione cattolica della gioventù francese si accordano per creare un corpo di giovani francesi impegnati nella rete della Resistenza: i Giovani cristiani combattenti. La loro azione inizia nel 1943 e nel 1944 partecipano a diverse azioni clandestine nelle Alpi, nel Massiccio Centrale e nel Nord.

## La JOC dopo la guerra
Nel 1941 la LOC (Lega Operaia Cristiana), creata nel 1930 da coppie militanti nella JOC, prospetta di allargare il movimento e costituisce il Movimento popolare delle famiglie. Alcuni militanti scelgono di impegnarsi ulteriormente nell'azione politica. Dopo la guerra membri del Movimento delle famiglie partecipano quindi alla nascita del Movimento repubblicano popolare (MRP democratico cristiano) di Georges Bidault.
La Lega operaia cristiana (LOC), frutto della fusione nel 1935 dei gruppi dei più anziani della JOC e della Gioventù cristiana francese, sceglie nell'agosto 1941 di cambiare nome e diventa il Movimento operaio delle famiglie, con l'intento di aumentare la propria diffusione tra la massa operaia. Si tratta di introdurre un'apertura, “di non spaventare” con il riferimento cristiano. L'obbiettivo rimane quello di “un grande movimento popolare delle famiglie” che porta l'intera classe operaia al cristianesimo, che cerchi di “umanizzare per cristianizzare”.
L'abbandono dell'etichetta cristiana suscita reticenze perché sembra di rinnegare l'eredità jocista della presenza cristiana tra la classe operaia. Si tratta tuttavia della prima tappa verso la laicizzazione del movimento.
La laicizzazione continua nel 1946 con l'uscita dei consiglieri spirituali dalle squadre dirigenti. I consiglieri spirituali non sono più quindi nominati ufficialmente dal vescovo, ma sono presenti da “missionari”. Il legame con la Chiesa è ancora mantenuto, ma attenuato perché si rispetta l'autonomia del movimento nella definizione dei suoi orientamenti temporali.
Benché ufficialmente l'MDF conservi la sua distanza rispetto alla politica sino alla fine del 1949, il processo di laicizzazione si accentua. L'MDF non è più un movimento cattolico e la gerarchia dà nel 1950 un mandato alla creazione di un nuovo movimento: l'ACO.
L'MPF si divide nel 1950-51 tra il movimento di liberazione del popolo (MLP), vicino al PCF, e il Movimento di liberazione operaia (MLO). A metà degli anni Cinquanta l'MLP conta circa 5.000 aderenti. L'MLO e il CCO (Centro di cultura operaia) sono all'origine dell'associazione Cultura e libertà.

## La JOC nel Canada francofono

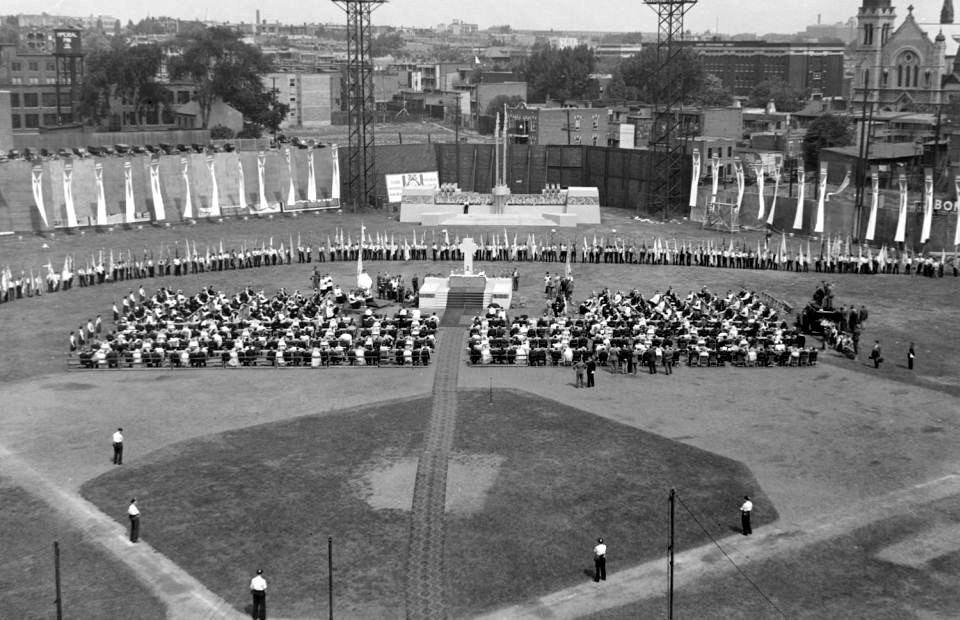
Cerimonia di matrimonio collettiva organizzata dalla JOC nello stadio Delorimier a Montreal (Québec)

In Canada la GIOC è presente come Jeunesse ouvrière catholique, in cui acronimo è JOC; la sua fondazione risale al 1932. Nello stesso anno venne fondata la Jeunesse ouvrière catholique féminine (JOCF) per iniziativa dell'abate Henri Roy, un religioso di famiglia operaia.

## La YCW in Inghilterra
In Inghilterra la prima sezione della associazione Young Christian Workers fu fondata da padre Father Gerrard Rimmer nel febbraio del 1937 presso la chiesa di St Joseph's a Wigan, nel Lancashire. Sostenuto dai parrocchiani Jim Tickle, Tommy Sullivan, Larry Sharkey, Pat Keegan, Jim O'Brien, e Frank Foster, padre Rimmer si recò in Belgio per visitare il cardinale Cardijn nello stesso anno. Pat Keegan divenne poi, nel 1945, il primo presidente della GIOC internazionale 1945, carica che mantenne fino al 1957. In seguito divenne segretario generale del Movimento mondiale dei giovani lavoratori (World Movement of Christian Workers).

## La GiOC in Italia
In Italia la Gioventù operaia cristiana (comunemente abbreviata in GiOC) è stata fondata clandestinamente negli ultimi anni della Seconda Guerra Mondiale in Piemonte e si è poi gradualmente espansa a partire dal dopoguerra in varie zone del paese.

## La JOC in Spagna
Per la Juventud Obrera Cristiana fu importante la leadership di Eugenio Royo Errazquin (Rentería, 1930 - Madrid, 2001), presidente nazionale e internazionale della GIOC durante di Anni Cinquanta del XX secolo. Numerosi militanti che si erano formati nella Gioc entrarono in organizzazioni sindacali (come la USO) e politiche di carattere progressista e attive nella lotta contro la dittatura franchista.
La JOC spagnola pubblica a partire dal 1957 la rivista Juventud Obrera.
Francho Gracia Puzo è l'attuale presidente dell'associazione.